# Очищувальна касета

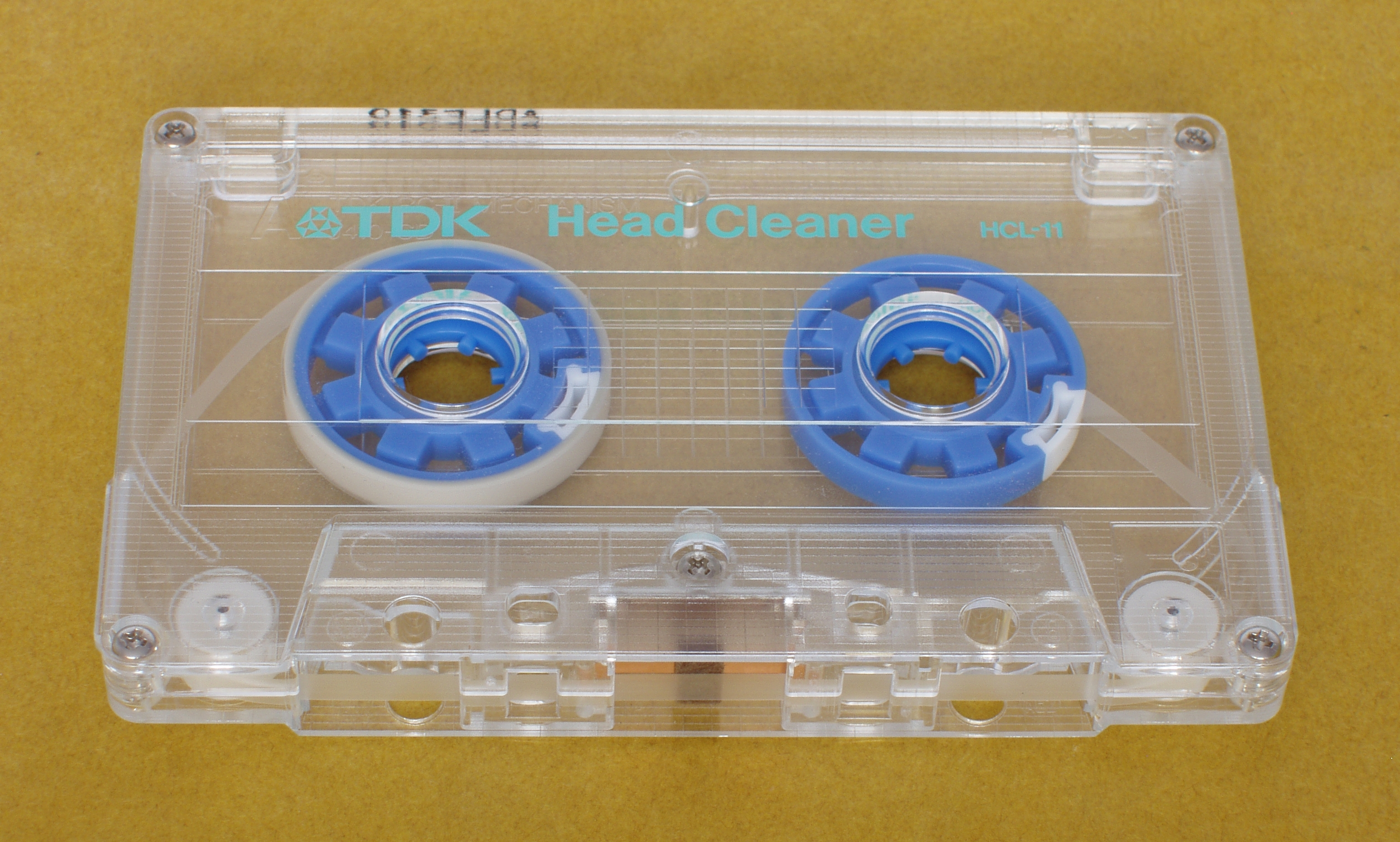
Очищувальна касета касетного магнітофона

Очищувальна касета — пристосування для чищення стрічкопротяжного механізму (головне: головок відтворення та запису) аудіо- або відеомагнітофона.
В процесі використання магнітофонів пил та продукти зносу магнітної стрічки накопичувалися на магнітних головках, що призводило до погіршення якості відтворення та/або запису сигналу, та передчасного зносу плівки. Видалення забруднення в стаціонарних пристроях здійснювали спеціальними тампонами — сухими або просоченими розчинниками. Для очищення малогабаритних пристроїв, до яких належали касетні магнітофони, та складних пристроїв, до яких належали відеомагнітофони, застосовували спеціальні очищувальні касети.
Рідини, що використовуються для очищення, у тому числі:
- Фреон — дихлордифторметан (використання припинене 1995 року через пошкодження озонового шару);
- Спирти, зокрема етиловий та ізопропіловий

та інші органічні розчинники.